# Париж-Орли (аэропорт)
Аэропо́рт Пари́ж-Орли́ (фр. L'aéroport de Paris-Orly, (ИАТА: ORY, ИКАО: LFPO)) — аэропорт в Иль-де-Франс (Франция). Расположен в 14 километрах к югу от Парижа на участке площадью 15,3 км² в коммунах Орли и Вильнёв-ле-Руа. В 2002 году было зарегистрировано 207 000 взлётов и посадок. Орли служит главным образом для пассажироперевозок внутри Франции.

## История
В 1950-х годах Орли сместил аэропорт Ле Бурже с позиции главного аэропорта Парижа. Тогда он назывался просто Парижский аэропорт (Aéroport de Paris), но название Орли уже тогда закрепилось за ним, а с момента открытия ещё одного аэропорта Руасси — Шарль де Голль название Орли стало наиболее используемым.
- 1932 Открытие аэропорта Villeneuve-Orly Airport в южных пригородах Парижа
- 1940—1944 Орли был занят немецким люфтваффе
- 1946 Вооружённые силы США передали Орли французским властям, аэропорт возобновил работу
- 1948 Пассажирооборот составил 215 000
- 1952 Air France занимает Северный терминал с 6 посадочными переходами и 50 парковочными местами
- 1954 КДП Орли-Север начинает работу
- 1956 Начало строительства Южного терминала (Sud)
- 1961 Открытие Южного терминала
- 1966 Открытие нового центра управления полётами
- 1971 Открытие Западного терминала (Ouest)
- 1991 Открытие специальной линии Orlyval экспресс-метро RER, осуществляющей сообщение между терминалами и линией В

Благодаря открытию нового аэропорта Руасси и из-за запрета на дальнейшее расширение Орли от 1996 года, за последние годы не произошло почти никаких изменений. Аэропорту Орли запрещено перевозить более 30 млн пассажиров в год, а также ночные полёты (с 23:30 до 6 утра): прибывающие в этот период рейсы перенаправляются в Руасси. Такие мероприятия были приняты, чтобы оградить жителей близлежащих коммун от шума, а также чтобы ограничить сообщение с Орли.

## Транспортное сообщение

### На территории аэропорта
Специальная линия экспресс-метро OrlyVAL осуществляет бесплатное сообщение между обоими терминалами (Южным и Западным), и далее проходит до RER-остановки Antony линии В. Также автобусы компании Aéroports de Paris перевозят пассажиров от терминалов до отдалённых парковок.

### С Парижем
Национальная дорога Nationale 7 проходит под Южным терминалом, кроме того автодорога А6 ведёт из Парижа к аэропорту.
Для сообщения с Орли созданы специальные маршруты автобусов: линия 183 от станции метро Porte de Choisy и линия 285 от станции метро Villejuif-Louis Aragon, а также два рейса ночных автобусов Noctambus от Porte d’Italie и Athis Mons-Pyramide de Juvisy. Экспресс-автобусы Orlybus проходят по маршруту Орли — Villejuif-Louis Aragon, однако стоят дороже, чем остальные транспортные средства. Также существуют туристические автобусы (Car) Air France, которые проходят от терминала Инвалидов через Монпарнас до аэропорта Руасси. Проезд от Орли до Парижа на автобусе стоит от 6 до 9 €.
Добраться до Орли с помощью RER можно двумя способами: до остановки Pont-de-Rungis/Aéroport d’Orly линии С, оттуда отходит автобус до терминалов, или же до остановки Antony на линии В, где можно пересесть на специальную линию OrlyVAL с остановками в обоих терминалах. Кроме того планируется продление 14-й линии метро до аэропорта Орли.
До Парижа можно добраться также на трамвае. Остановка трамвая находится рядом в аэропортом. Время в пути на трамвае составляет 30 минут. Конечная у станции метро Villejuif-Louis Aragon. Стоимость проезда обычная, как на любом автобусе, трамвае или метро.

## Происшествия
- 24 ноября 1956 в возрасте 36 лет погиб итальянский дирижёр Гвидо Кантелли; самолёт, на котором он летел, разбился при попытке взлёта.
- 3 июня 1962 во время взлёта разбился Boeing-707 компании Air France. Из 132 человек на борту погибли 130, выжили только две стюардессы, чьи места находились в хвосте самолёта. Это крупнейшая авиакатастрофа французского самолёта во Франции.
- 3 марта 1974 вскоре после взлёта разбился DC-10 Турецких авиалиний. При этом погибли все 346 человека, находившиеся на борту. Крупнейшая авиакатастрофа во Франции.
- 13 января 1975 несколько террористов (в том числе и Карлос Шакал) хотели взорвать самолёт израильской авиакомпании Эль-Аль. Повторная попытка 17 января также оказалась неудачной.
- 15 июля 1983 Армянская секретная армия освобождения Армении взорвала бомбу у касс Турецких авиалиний, в результате чего погибли 8 человек и были ранены более 50.

## Статистика
Данные из запроса в Викиданные.

## Галерея
- Вид на аэродром
- Южный терминал и линия OrlyVAL
- OrlyVAL, остановка у Южного терминала
- Дорога N7, ведущая к Южному терминалу
- Внутри Южного терминала
- Внутри Западного терминала
- Concorde-музей в Орли
- Самолёты у Южного терминала